# Atanasz Sztavrev
Atanasz Sztavrev, bolgárul: Атанас Ставрев (Várna, 1918. szeptember 13. – Várna, 1990. február 8.) bolgár nemzetközi labdarúgó-játékvezető.

## Pályafutása

### Labdarúgóként
1940 és 1950 között Várnában a helyi csapat labdarúgó játékosa volt.

### Labdarúgó-játékvezetőként

#### Nemzeti játékvezetés
A labdarúgó játékot befejezve 1950-ben vizsgázott játékvezetésből. Ellenőreinek, sportvezetőinek javaslatára lett az I. Liga játékvezetője. Az aktív nemzeti játékvezetéstől 1968-ban vonult vissza.

#### Nemzetközi játékvezetés
A Bolgár labdarúgó-szövetség Játékvezető Bizottsága (JB) terjesztette fel nemzetközi játékvezetőnek, a Nemzetközi Labdarúgó-szövetség (FIFA) 1959-től tartotta nyilván bírói keretében. Több nemzetek közötti válogatott és klubmérkőzést vezetett, vagy működő társának partbíróként segített. A bolgár nemzetközi játékvezetők rangsorában, a világbajnokság-Európa-bajnokság sorrendjében többedmagával a 12. helyet foglalja el 2 találkozó szolgálatával. Az aktív nemzetközi játékvezetéstől 1967-ben búcsúzott. Válogatott mérkőzéseinek száma: 3.

##### Világbajnokság
A világbajnoki döntőhöz vezető úton Angliába a VIII., az 1966-os labdarúgó-világbajnokságra a FIFA JB bíróként alkalmazta.
| Időpont           | Helyszín                    | Mérkőzés típusa           | Mérkőzés                 | Eredmény | Nézők száma |
| ----------------- | --------------------------- | ------------------------- | ------------------------ | -------- | ----------- |
| 1965. április 25. | Tehelne Stadion, Bratislava | előselejtező (4. csoport) | Csehszlovákia–Portugália | 0 : 1    | 56 975      |

##### Európa-bajnokság
Az európai-labdarúgó torna döntőjéhez vezető úton Olaszországba a III., az 1968-as labdarúgó-Európa-bajnokságra az UEFA JB játékvezetőként foglalkoztatta.
| Időpont         | Helyszín             | Mérkőzés típusa           | Mérkőzés           | Eredmény | Nézők száma |
| --------------- | -------------------- | ------------------------- | ------------------ | -------- | ----------- |
| 1967. május 22. | GSP Stadion, Nicosia | előselejtező (6. csoport) | Ciprus–Olaszország | 0 : 2    | 10 000      |

##### Nemzetközi kupamérkőzések

###### Vásárvárosok kupája
| Időpont           | Helyszín                   | Mérkőzés típusa               | Mérkőzés                   | Eredmény |
| ----------------- | -------------------------- | ----------------------------- | -------------------------- | -------- |
| 1966. november 2. | Üllői úti Stadion Budapest | második forduló (2. mérkőzés) | Ferencvárosi TC–Örgryte IS | 7 : 1    |

## Magyar vonatkozás
| Időpont        | Helyszín                 | Mérkőzés típusa          | Mérkőzés                 | Eredmény | Nézők száma |
| -------------- | ------------------------ | ------------------------ | ------------------------ | -------- | ----------- |
| 1966. május 8. | Maksimir Stadion, Zágráb | 416. válogatott mérkőzés | Jugoszlávia–Magyarország | 2 : 2    | 30 000      |